# Nikolai Stepanowitsch Tschernych
Nikolai Stepanowitsch Tschernych (russisch Николай Степанович Черных, wiss. Transliteration Nikolaj Stepanovič Černych; englische Schreibweise: Nikolai Stepanovich Chernykh; * 6. Oktober 1931 in Usman; † 26. Mai 2004 in Moskau) war ein sowjetisch-russischer Astronom.
Tschernych arbeitete von 1963 an, zusammen mit seiner Ehefrau Ljudmila Iwanowna Tschernych (Людмила Ивановна Черных), am Krim-Observatorium. Seine Spezialgebiete waren die Astrometrie und die Dynamik von Kleinkörpern des Sonnensystems.
Er entdeckte mehrere Kometen, darunter die periodischen Kometen 74P/Smirnova-Chernykh und 101P/Chernykh. Darüber hinaus entdeckte er 537 Asteroiden, darunter:
(2361) Gogol,
(2362) Mark Twain,
(2388) Gaze,
(2427) Kobzar,
(2431) Skovoroda,
(2606) Odessa,
(2721) Vsekhsvyatskij,
(2867) Šteins,
(2883) Barabashov,
(3448) Narbut,
(4426) Roerich,
(4429) Chinmoy,
(4520) Dovzhenko,
(4534) Rimskij-Korsakov,
(5889) Mickiewicz,
(6575) Slavov,
(6622) Matvienko,
(10010) Rudruna, (7074) Muckea
und den Trojaner (2207) Antenor.
Zu Ehren des Ehepaars Tschernych wurde der Asteroid (2325) Chernykh benannt. Nikolai Tschernych wurde zudem durch die Benennung des Hauptgürtelasteroiden (6619) Kolya geehrt, der 1973 von seiner Ehefrau entdeckt wurde.